# 갓시촌
갓시촌(甲子村)은 이와테현 게센군에 설치되었던 촌이다. 현재의 가마이시시에 해당한다.

## 연혁
- 1889년 4월 1일 - 정촌제 시행과 함께 미나미헤이군 갓시촌이 성립하였다.
- 1896년 4월 1일 - 미나미헤이군과 니시헤이군과 합병해 가미헤이군 갓시촌이 되었다.
- 1955년 4월 1일 - 우노스마이촌, 구리하시촌 및 게센군 도니촌의 공동으로 구 가마이시시와 합병해 새로운 가마이시시의 일부가 되었다.

## 교통

### 철도
- 일본국유철도 가미이시 선

## 참고서적
- 이와테현 정촌합병지, (이와테현 총무부 지방과, 1957)